# 玛达肋纳盥洗室
玛达肋纳盥洗室（法語：Lavatory Madeleine）是位于法国巴黎第八区玛达肋纳广场的一座公共厕所，紧邻玛达肋纳堂。该盥洗室于1905年落成，为巴黎市民提供了一种全新的地下公共厕所模式。它是法国首座、也是最豪华的地下公共厕所。其设计灵感源自伦敦——自1889年起，伦敦便已建有地下公共厕所。盥洗室采用新艺术运动风格设计，装饰华丽，并设有不同价位的厕位。
20世纪30年代和50年代，盥洗室历经数次改造。到了80年代，男士区域停用并改建为电信服务站。1989年至1990年进行了修复工作。2011年，盥洗室曾暂时关闭。由于天花板持续渗漏，2022年至2023年对其进行了全面修复，旨在恢复其历史原貌。如今，该盥洗室由一个协会管理，游客可付费使用设施或免费参观。玛达肋纳盥洗室已被列为国家历史遗迹。

## 背景
19世纪末，随着汽车数量激增和街道家具的涌现，巴黎市政官员开始寻求不占用地面空间建设公共厕所的替代方案。建造地下厕所的想法直接借鉴自伦敦。自1889年以来，伦敦已在惠灵顿街、特拉法加广场和皮卡迪利圆环等繁华地段建起了地下厕所。1891年，巴黎市政当局启动了一项关于“必要地下廊道”的研究。1899年，一份报告建议在四个地点建造地下公共厕所：巴士底广场、斯特拉斯堡大道、法兰西剧院广场（现安德烈·马尔罗广场）和玛达肋纳广场。其中，玛达肋纳广场的玛达肋纳盥洗室率先建成并投入使用。
整个20世纪，巴黎的地下公共厕所数量稳步增长；至1974年，全市共有168个地下公共厕所。第一代公共厕所采用新艺术风格装饰，20世纪20年代建造的则融入装饰风艺术元素，但此后（可能出于经济考虑）巴黎新建公厕的装饰风格逐渐趋于简化。

## 原始布局

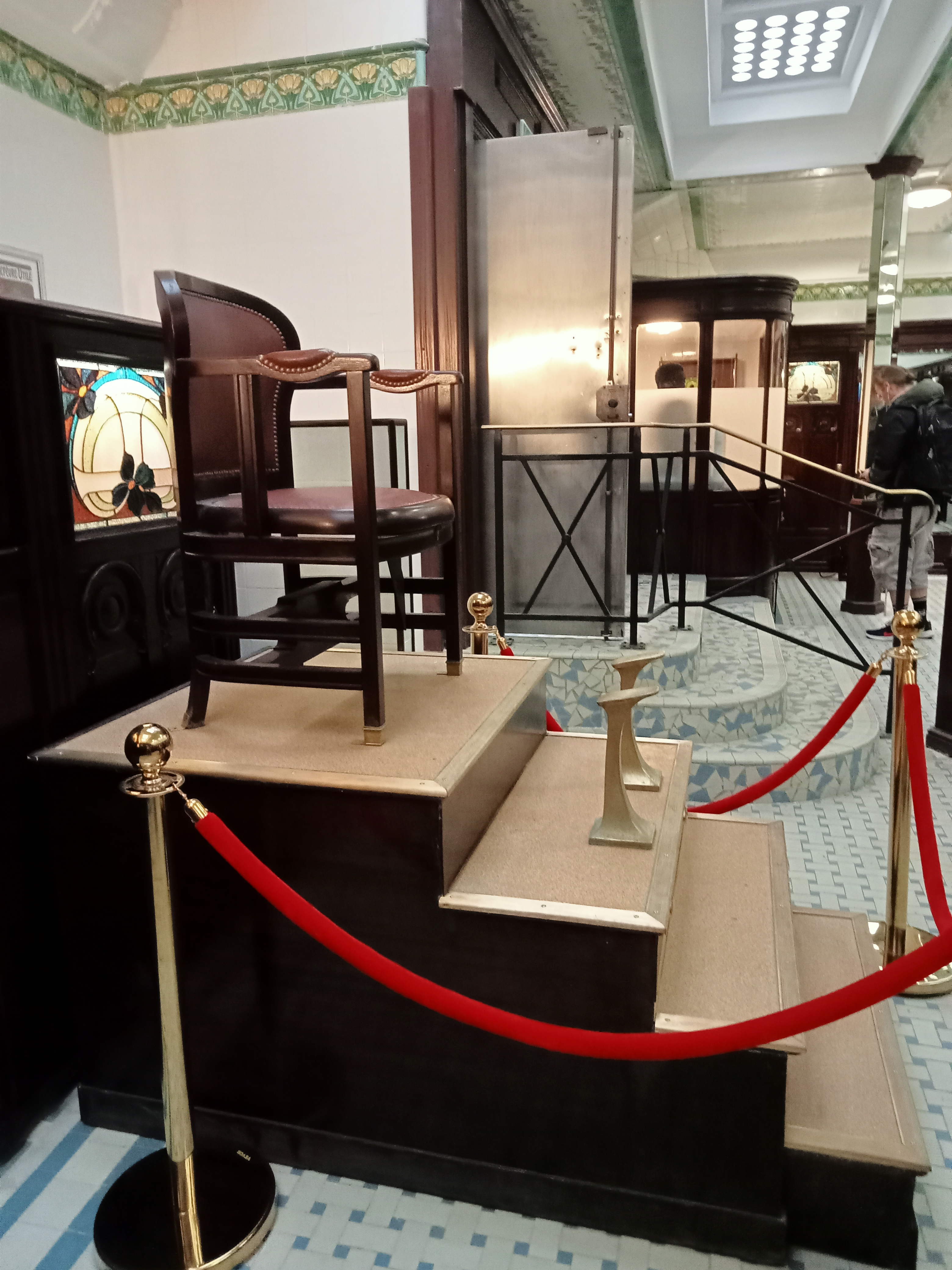
玛达肋纳盥洗室内的擦鞋匠椅子

玛达肋纳盥洗室作为法国首个地下公共厕所，同时也是其中最奢华的一座。建造任务由公司承接，该公司成立于1886年，专营卫浴设备制造。公司聘请了细木工、玻璃工艺大师和镜子工匠负责细节处理。 厕所内部装饰包括桃花心木镶板、装饰瓷砖、釉面砖、马赛克以及装饰性彩色玻璃窗。此外，还配备了电灯、液压风扇、通风系统等现代化设施，并对混凝土表面进行了防水处理。最初的规划中，为男女顾客分别提供了不同价位的豪华厕位。男士区域设有三间带热水洗手池的“豪华厕所”以及22个隔间式小便池。女士区域厕位价格不一，从免费到四间配备坐浴桶和独立洗手池的豪华厕位（收费20生丁）不等。盥洗室还设有一间管理员办公室；在男士专用区域，还专门设置了一处供擦鞋匠工作的空间，内置一把专用座椅。
如此奢华的装饰部分源于商业考量：在附近设有展厅，建造这座盥洗室可作为一个样板展示，以期获得更多订单。

## 后续改造与修复

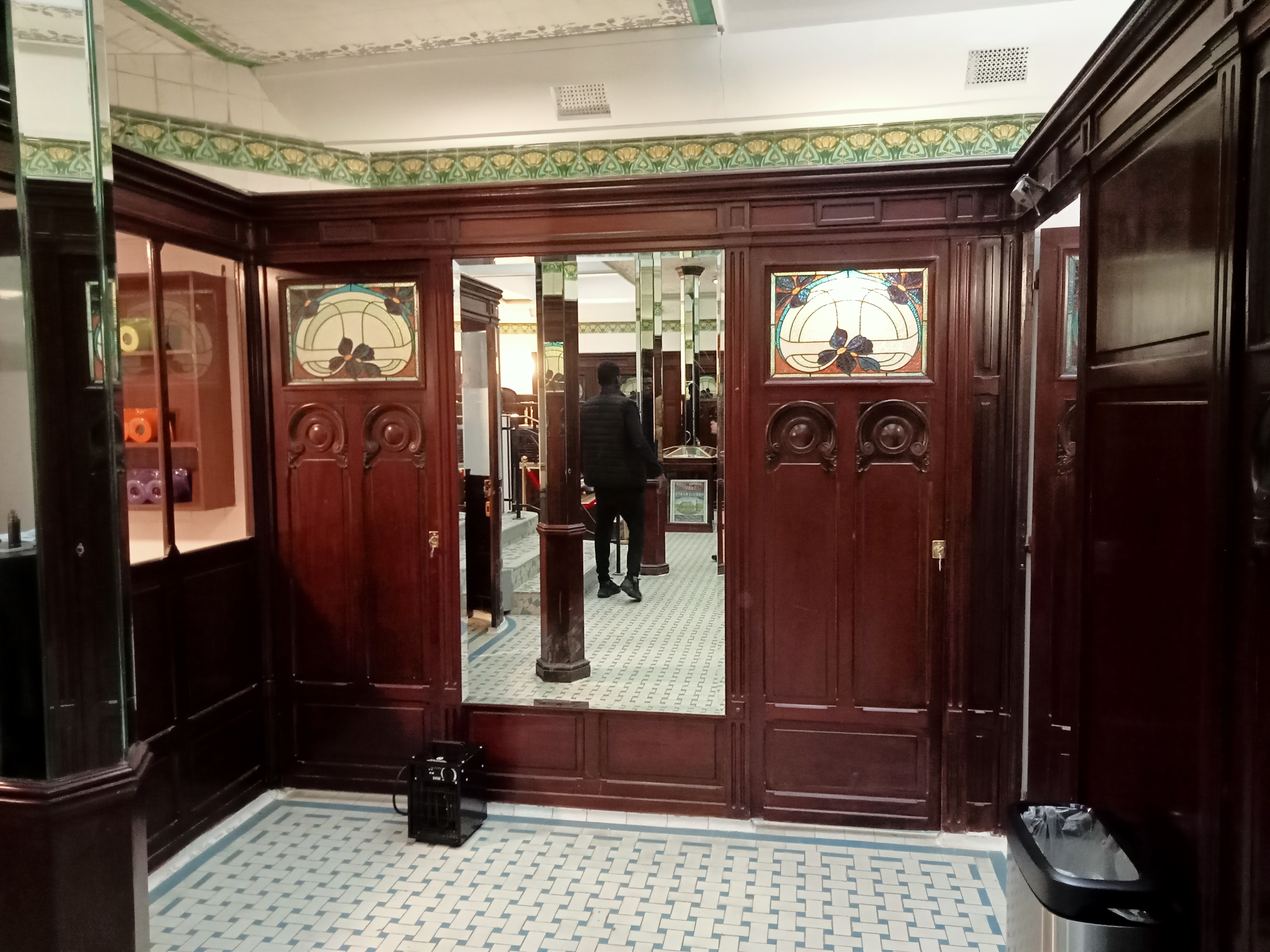
2022年至2023年修复后的部分内部景观

因天花板反复渗漏，盥洗室在1937年和1950年进行了两次改造。早在1984年，历史古迹首席建筑师就指出该建筑“优美典雅”，并认为其保护价值很高。1987年，盥洗室经历了一次重大改造，关闭了男士区域，将其改建为电信服务站。这些电信设备至今仍保留；后续的改造主要涉及此前的女士区域。1989年至1990年，盥洗室进行了部分修复，恢复了内外部的许多新艺术风格特征。同时，也引入了一些现代元素，如旋转闸门和干手器，许多老旧设备被现代设备替代。2011年，盥洗室暂停向公众开放，并被正式列为历史遗迹。然而，天花板渗漏问题重现，导致建筑状况进一步恶化。因此，2022年至2023年进行了全面修复，力求恢复盥洗室的历史原貌。目前，盥洗室由一个协会管理，使用其内部设施需支付2欧元费用。若仅参观而不使用设施，则可免费进入。

## 引用来源
- Simon, Miriam. . In situ. Revue des patrimoines (French Ministry of Culture). 2023, (51)  [2024-04-09]. ISSN 1630-7305. doi:10.4000/insitu.39269  （French）.